# Ferdinando Gianella

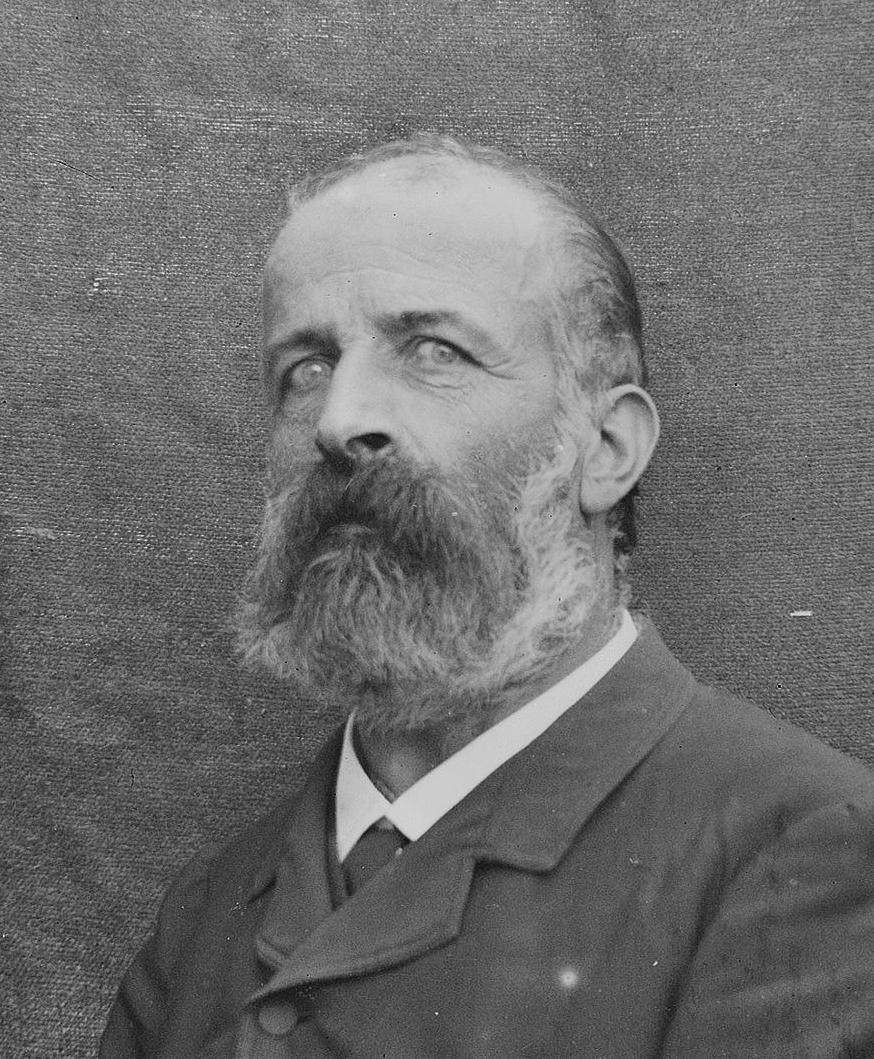
Ferdinando Gianella (um 1900)

Ferdinando Gianella (* 19. August 1837 in Lottigna; † 1. November 1917 in Leontica) war ein Schweizer Ingenieur, Architekt, Politiker und Tessiner Staatsrat.

## Leben
Ferdinando Gianella war der Sohn des Regierungskommissärs Giovanni Gianella und dessen Ehefrau Angiolina geborene Tonini. Er studierte an der Universität Parma und promovierte in Mathematik und Physik. Nach dem Studium war er als Angestellter des technischen Amtes des Kanton Tessin tätig.
Als Staatsrat war er Vorsteher des Baudepartements und begann mit der Melioration der Magadinoebene, der Korrektion der Flüsse Ticino und Maggia und dem Bau der Strasse ins Centovalli.

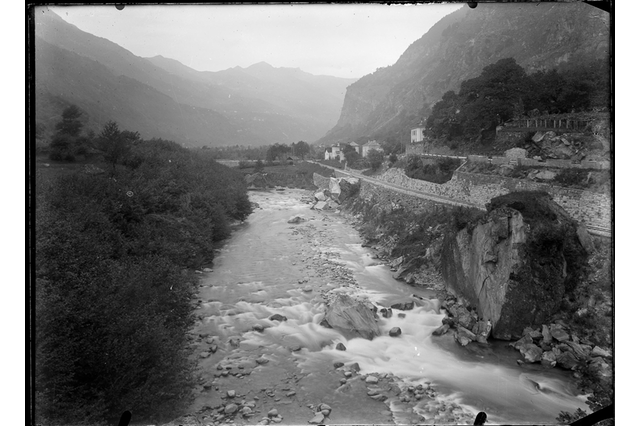
Eisenbahnlinie Biasca-Acquarossa, fotografiert 1911 von Ferdinando Gianella

Nach seinem Rücktritt als Staatsrat nahm er 1892 die Tätigkeit als Ingenieur wieder auf, beteiligte sich an den Arbeiten zur Vermessung des Kantons und an der Projektierung und Ausführung verschiedener regionaler Eisenbahnen, unter anderem der Linien Locarno-Ponte Brolla-Bignasco und Biasca-Acquarossa. Als leidenschaftlicher Fotograf dokumentierte er seine verschiedenen durchgeführten Arbeiten; Gianella sah in der Fotografie ein geeignetes Instrument, um das Handwerk des Ingenieurs zu unterstützen, schreibt der Fotoarchivar Roberto Donetta.
Ferdinando Gianella war Mitbegründer des Schweizerischen Ingenieur- und Architektenverein (SIA) Tessin. Er trug massgeblich zur Modernisierung der Infrastruktur im Kanton Tessin bei. In seinem Heimatort errichtete er die Bahnlinie, die Kirche und zahlreiche Strassen und Villen.
Ferdinando Gianella war seit 1870 in erster Ehe mit Antonia geborene Gatti verheiratet. In zweiter Ehe heiratete er 1885 Giulietta geborene Andreoli. Er ist auf dem Friedhof von Acquarossa-Comprovasco beerdigt. Von seinen Kindern sind namentlich bekannt:
- Riccardo Gianella; Annita Gianella; Vincenzo Gianella; Ezio Gianella; Bianca Gianella; Laura Gianella; Pia Gianella.

### Politisches Wirken
Er wurde 1884 in die Kantonsregierung gewählt und sass bis 1892 für die Konservativen im Tessiner Staatsrat. Nach dem Tessiner Putsch vom 11. September 1890 bereitete er zusammen mit Agostino Soldati das Gesetz über die Tessiner Regionaleisenbahnen vor, das jedoch vom Volk verworfen wurde. 1892 trat er als Staatsrat zurück.